# Campiglossa varia
Campiglossa varia este o specie de muște din genul Campiglossa, familia Tephritidae. A fost descrisă pentru prima dată de Chen în anul 1938. Conform Catalogue of Life specia Campiglossa varia nu are subspecii cunoscute.